# Biserica de lemn din Poienile de sub Munte

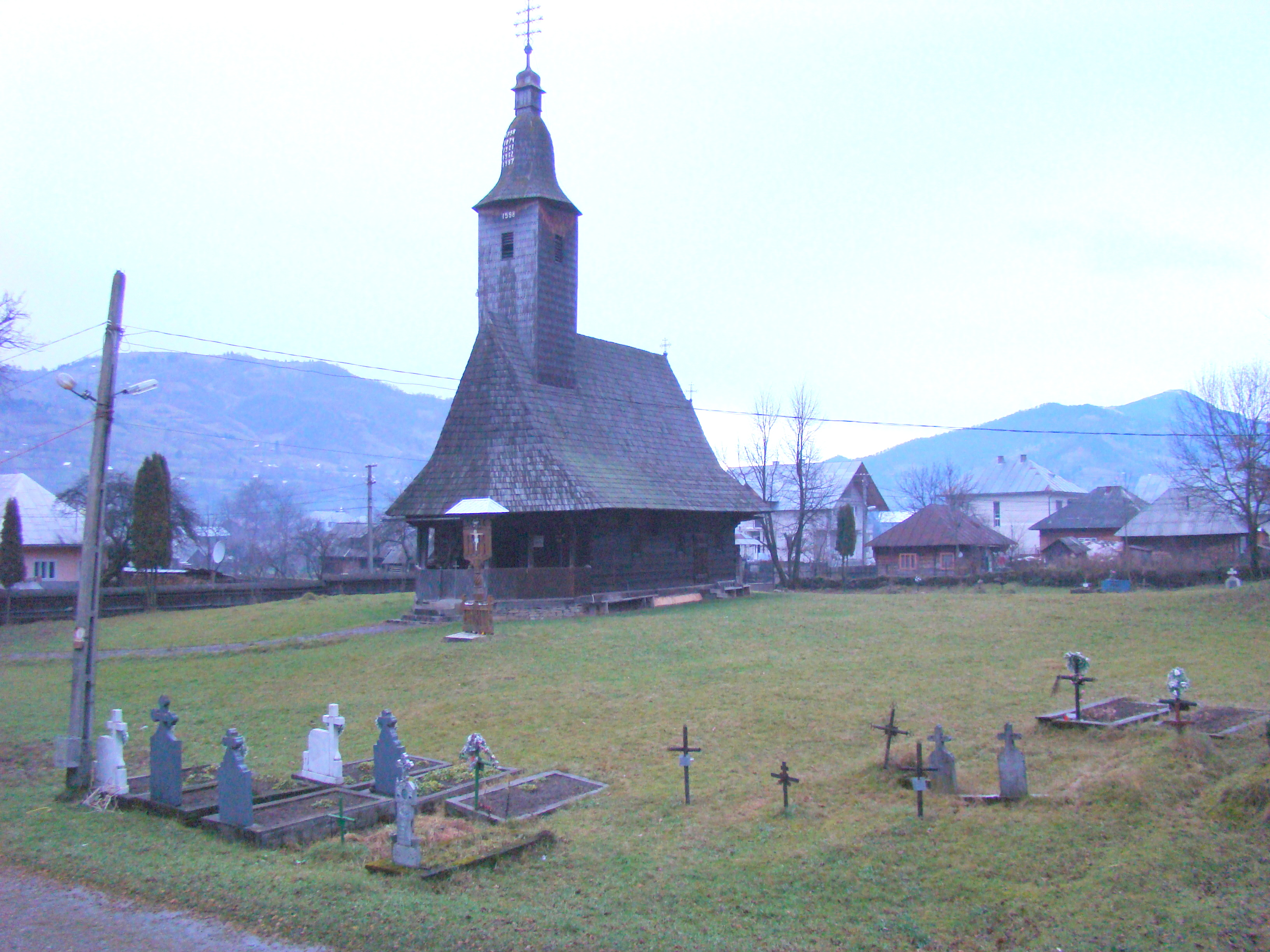
Biserica de lemn ucraineană „Înălțarea Domnului” din Poienile de sub Munte, comuna Poienile de sub Munte, județul Maramureș, foto: decembrie 2010..

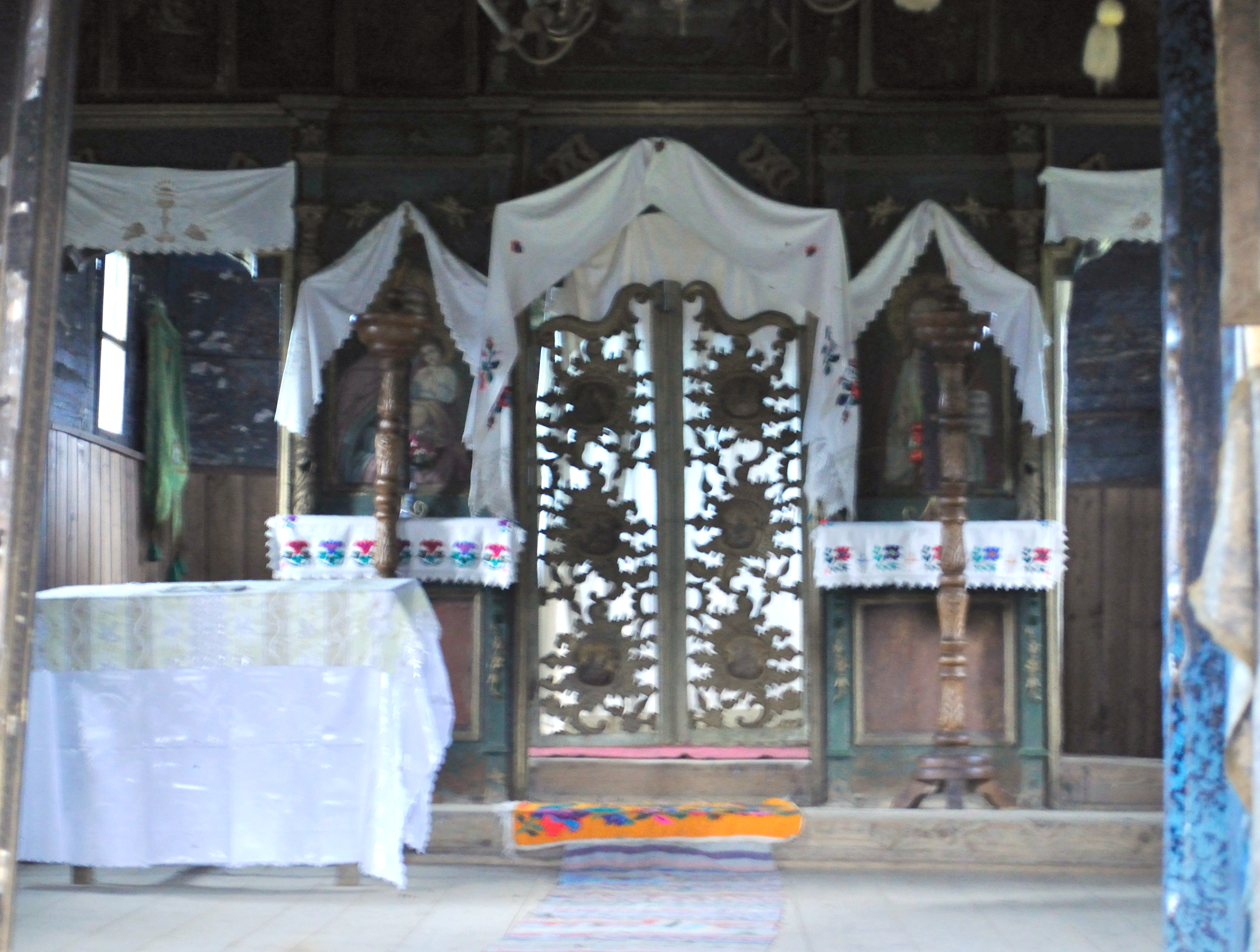
Interiorul navei: Uși și icoane împărătești

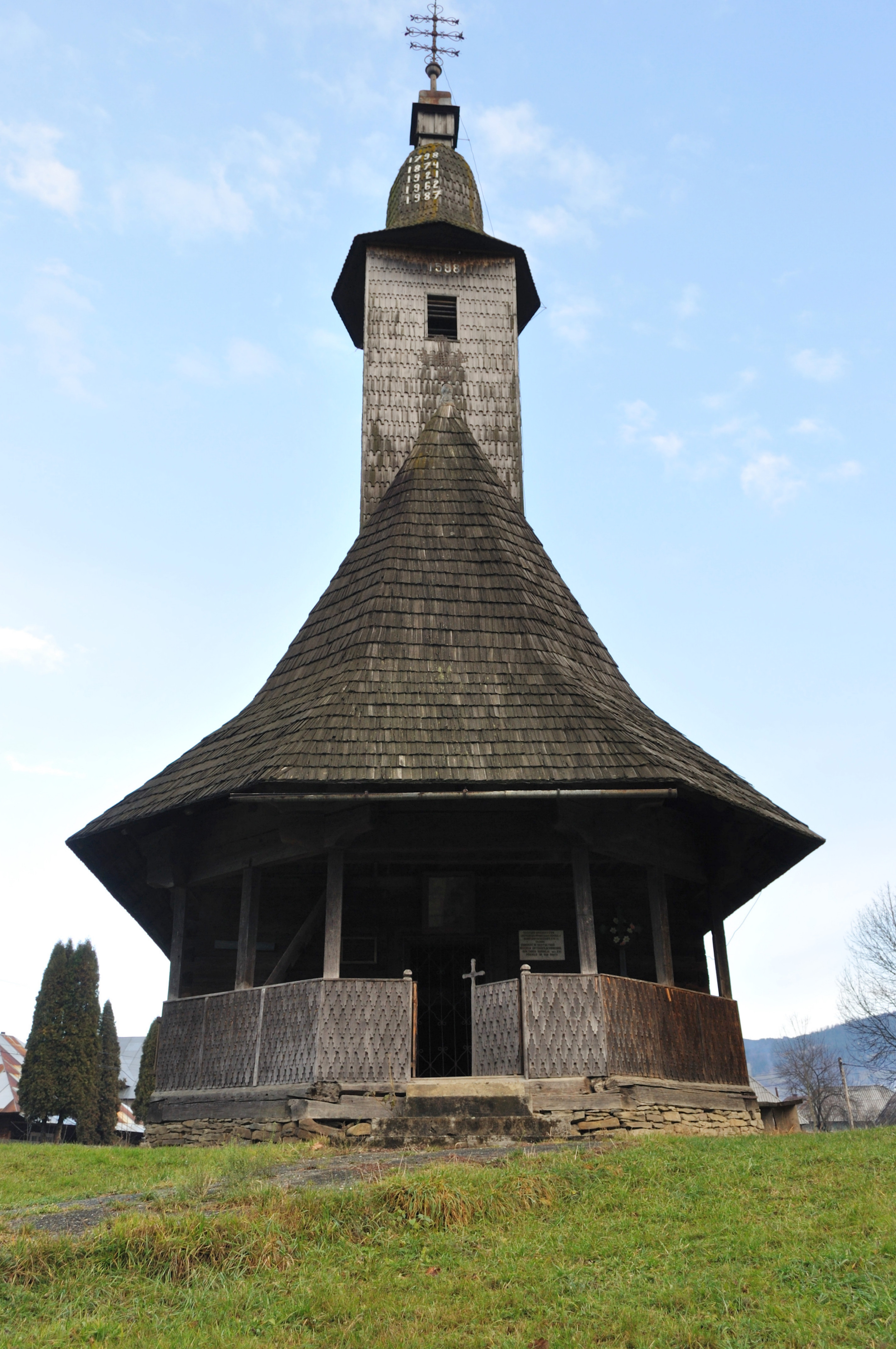
Biserica (vest)

Biserica de lemn ucraineană din Poienile de sub Munte, comuna Poienile de sub Munte, județul Maramureș a fost construită în anul 1786. Lăcașul are hramul „Înălțarea Domnului” și figurează pe lista monumentelor istorice, cod LMI MM-II-m-A-04812.

## Istoric și trăsături
Biserica de lemn cu hramul „Înălțarea Domnului” a fost construită spre sfârșitul secolului al XVIII-lea (anul diferă în funcție de surse: 1777 (Beuca, Zereniuc, 2007, pag. 96), 1788 (Man, 2007, pag. 165), 1774-1786 (Baboș, 2004, pag. 141).
Biserica a fost ridicată de o echipă de meșteri din Moldova, iar o inscripție aflată pe portalul intrării consemnează ctitorul: „nobilul Ioan Dan din Cuhea”.
Biserica a fost reparată în anii 1798, 1874, 1921, 1962, 1987  și 2011. Pictura murală din biserică a fost acoperită cu vopsea albastră.
Biserica de lemn din Poienile de sub Munte este un monument de arhitectură tipic moldovenesc. Are următoarele dimensiuni 18,39 m lungime, 7,20 m lățime și 20,34 m înălțime.
Biserica are următorul plan: pridvor deschis, pronaos tăvănit, cu deschidere spre naosul acoperit de o boltă semicilindrică și altar poligonal decroșat.
Pereții bisericii sunt din lemn de brad, cioplit pe patru părți și finisat cu barda. Bârnele sunt late de 22-45 cm, cu o grosime de13-14 cm, îmbinate la capete prin cheotori în „coadă de rândunică”. Acoperișul din șindrilă de molid este înalt, cu streașină simplă, cu pante repezi, care se frâng spre poale, lărgind streașina ca la bisericile din Moldova. Turnul clopotniță este ridicat peste pronaos, cu foișor închis, prevăzut cu patru ferestre, pe fiecare latură câte una, iar în vârf are o cruce din fier forjat.

## Imagini

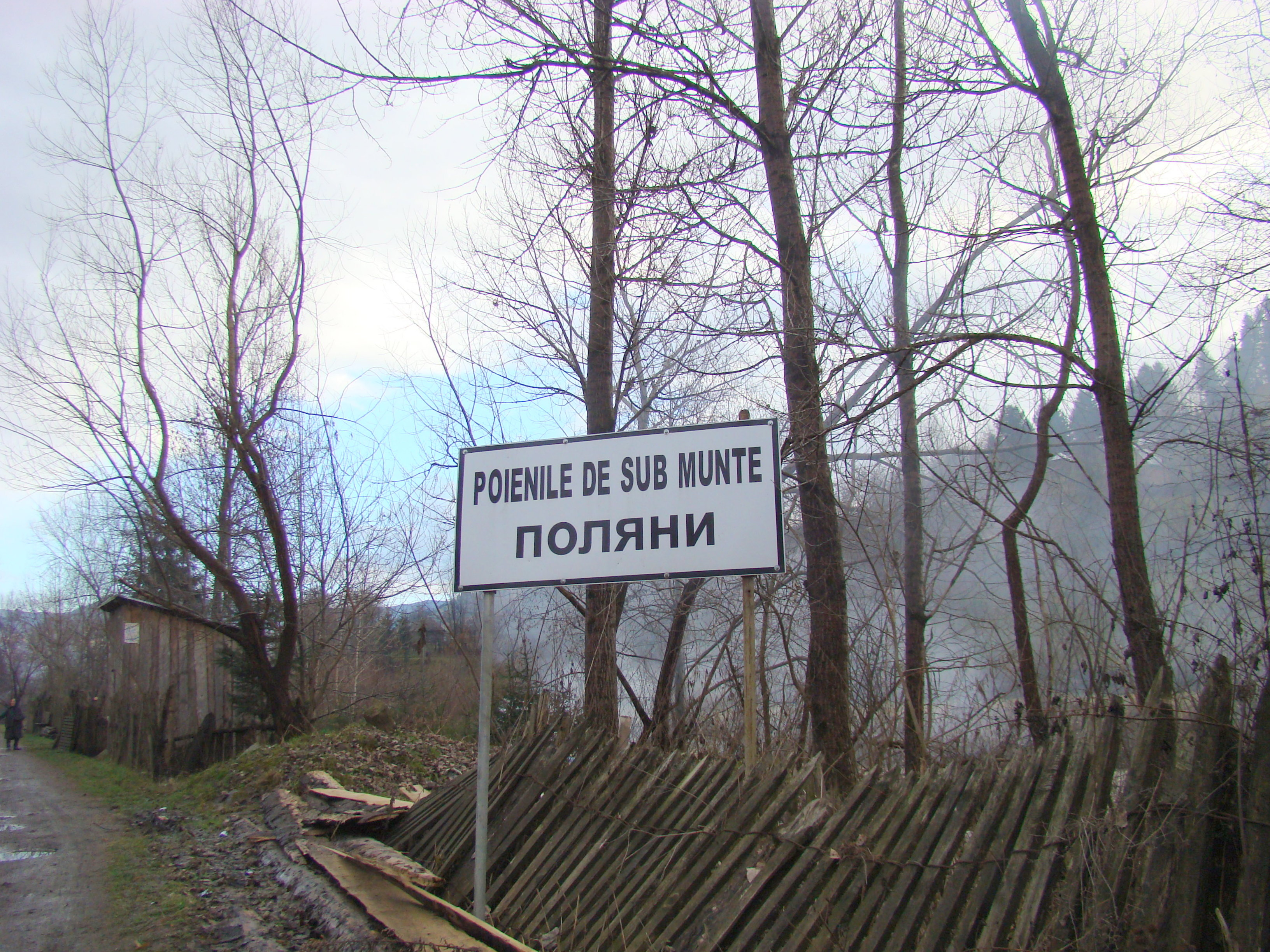
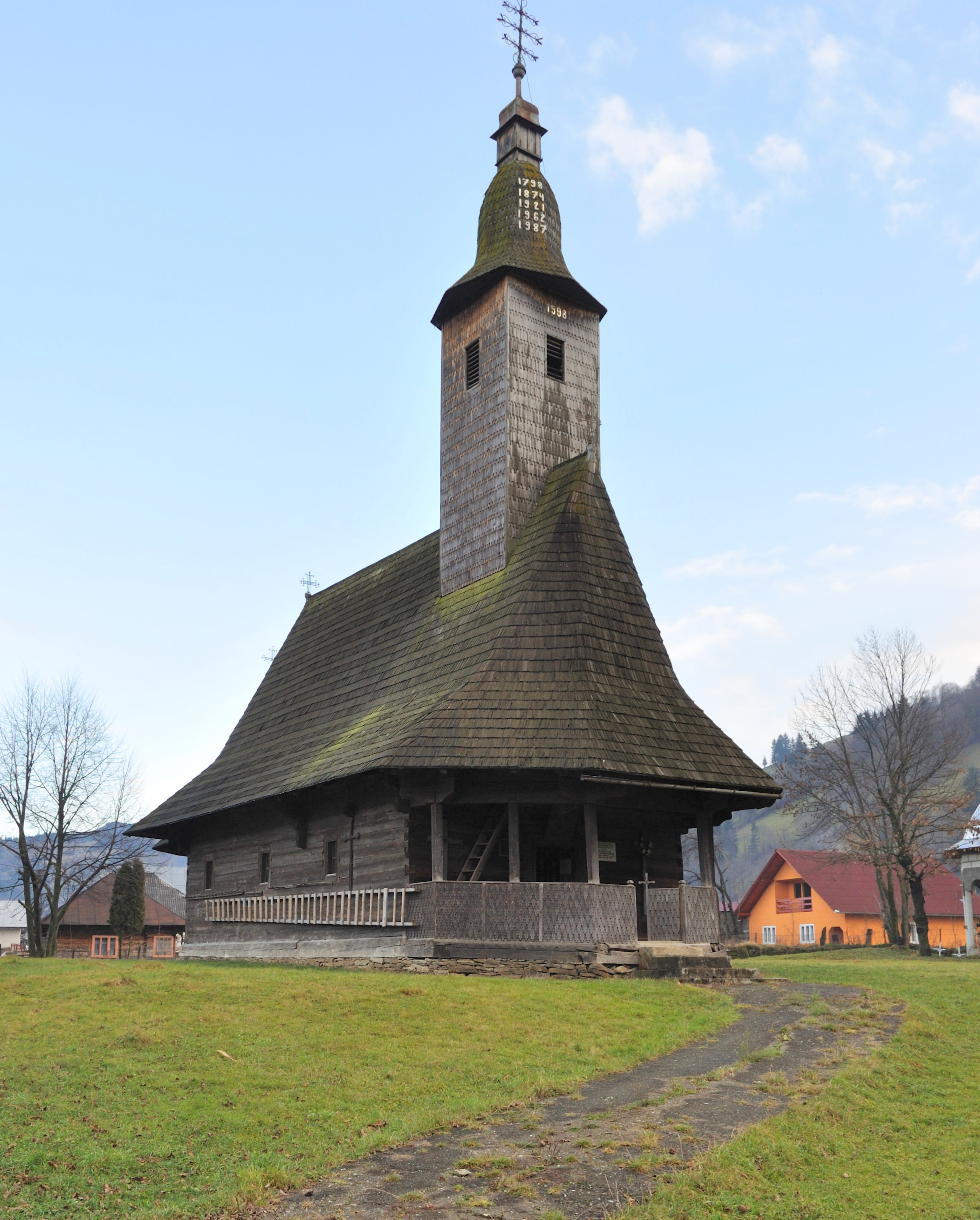
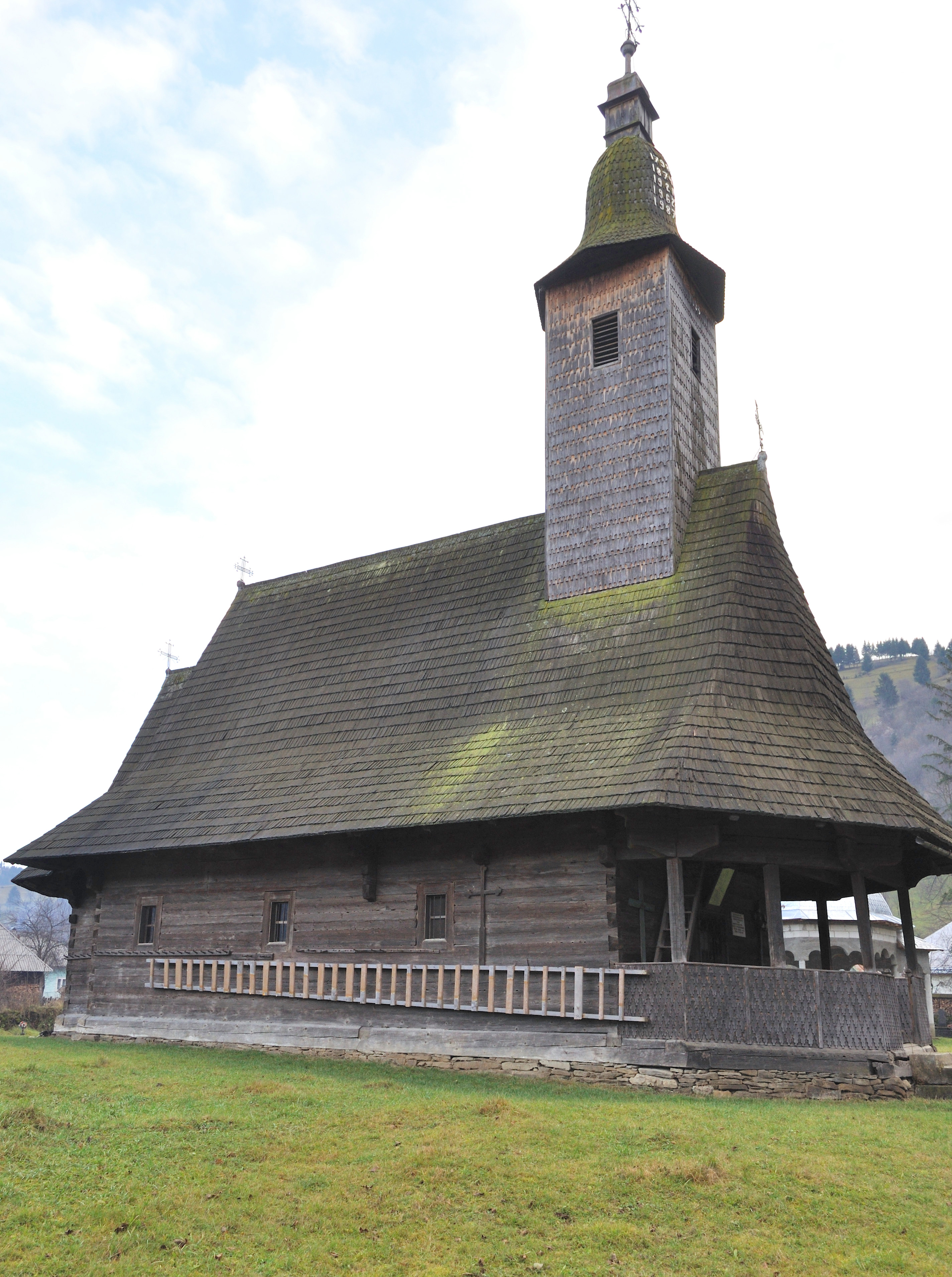
Biserica (nord-vest)
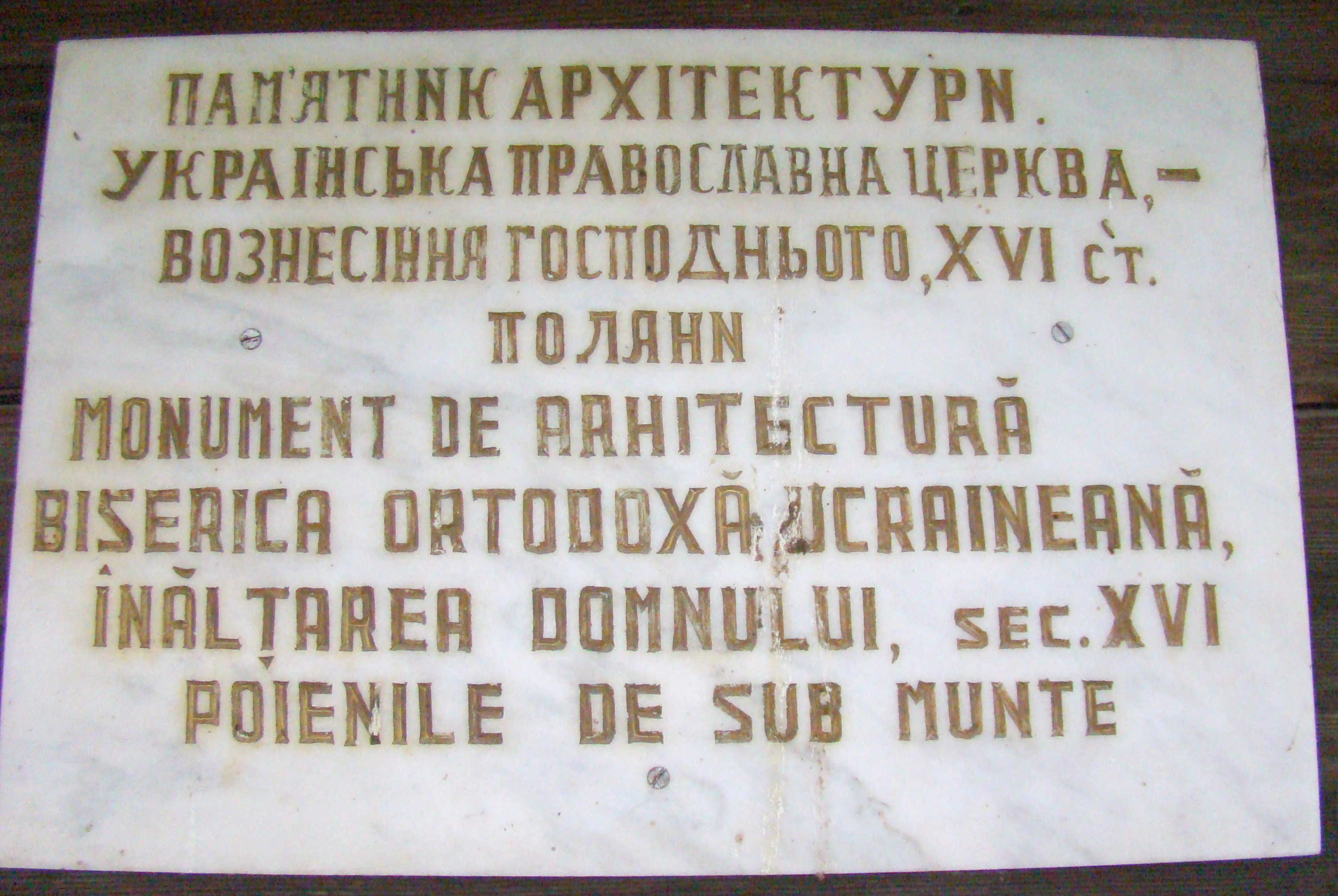
Placă monument bilingvă
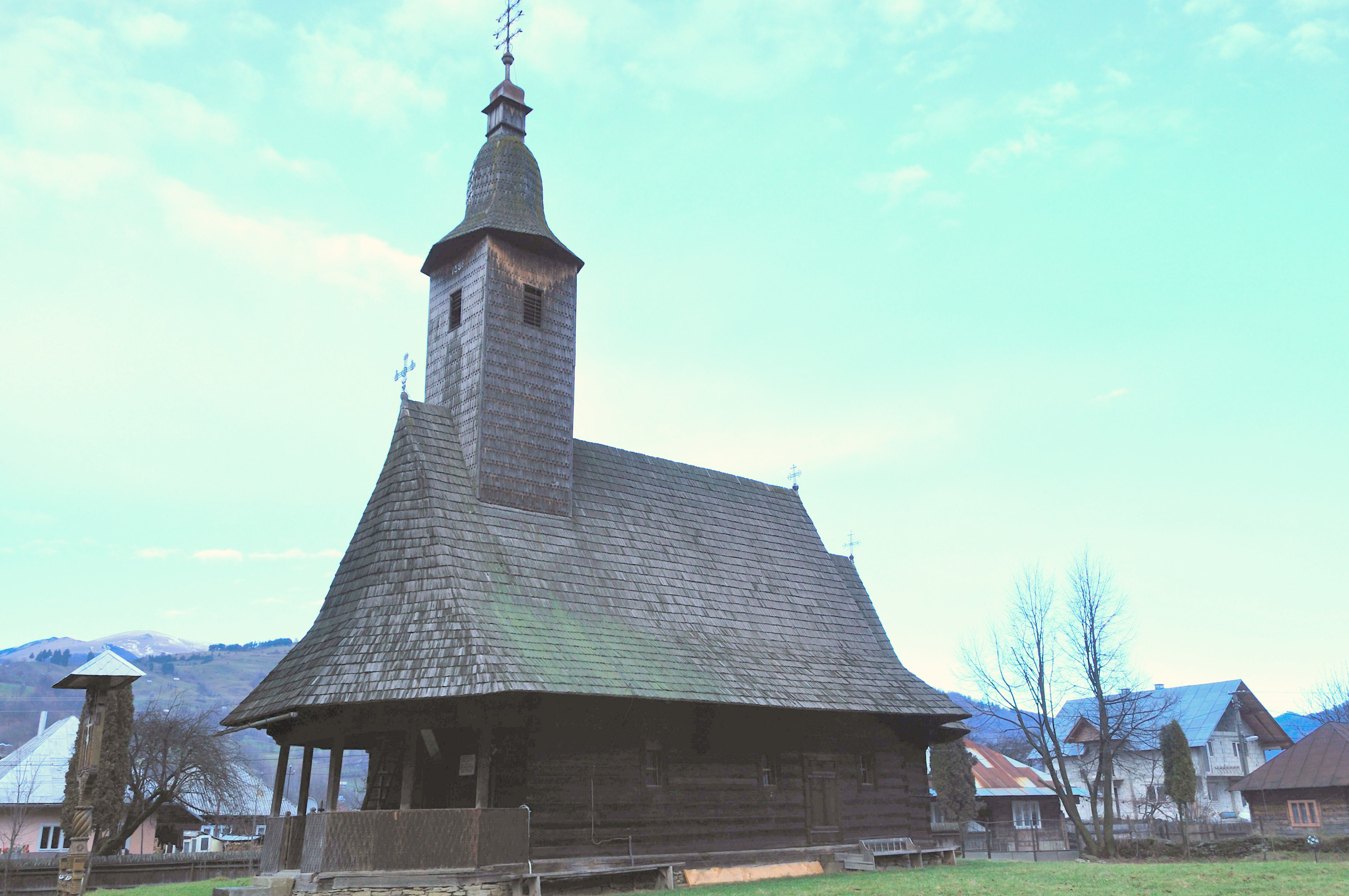
Biserica (sud-vest)
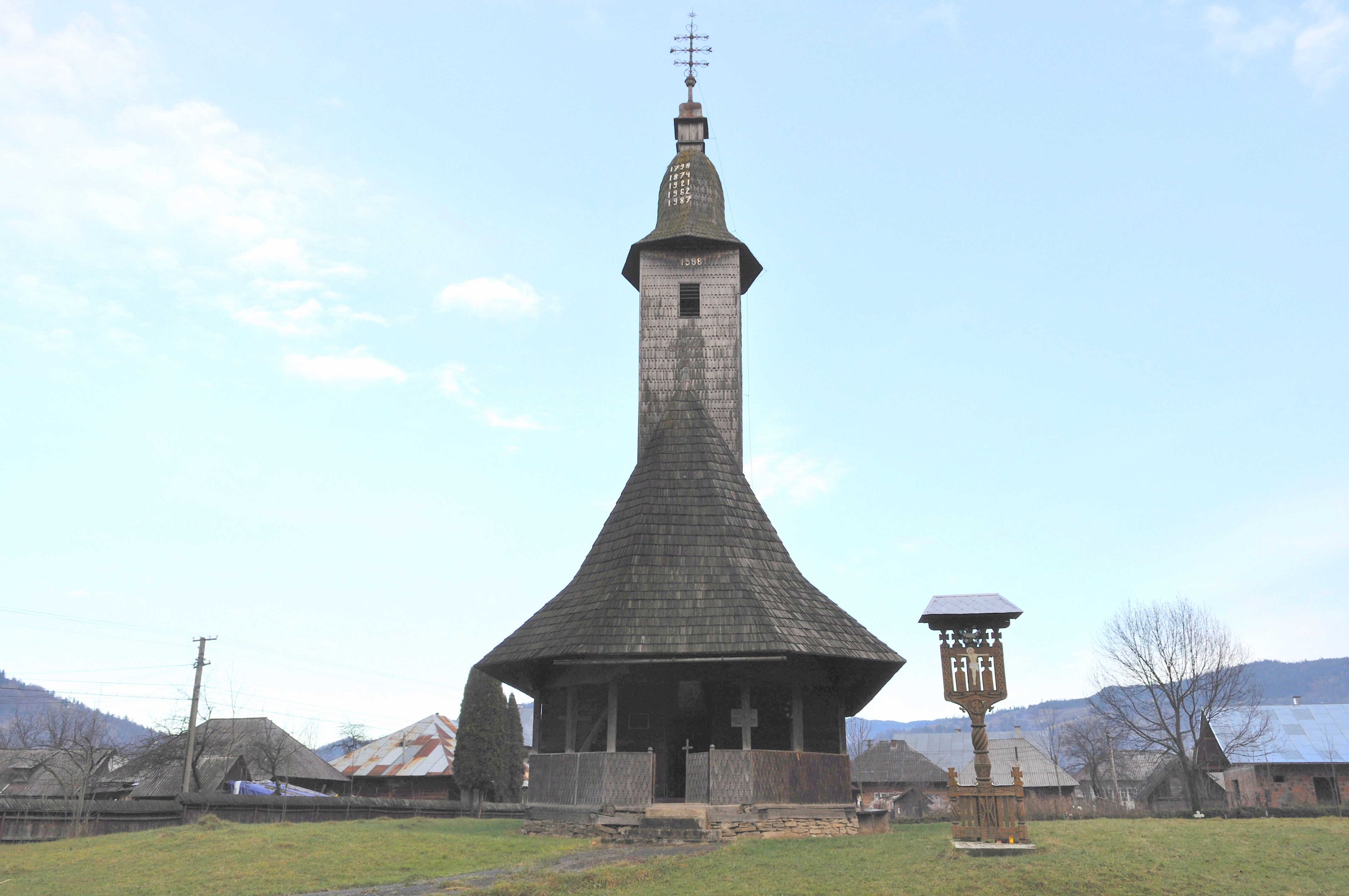
Biserica (vest)
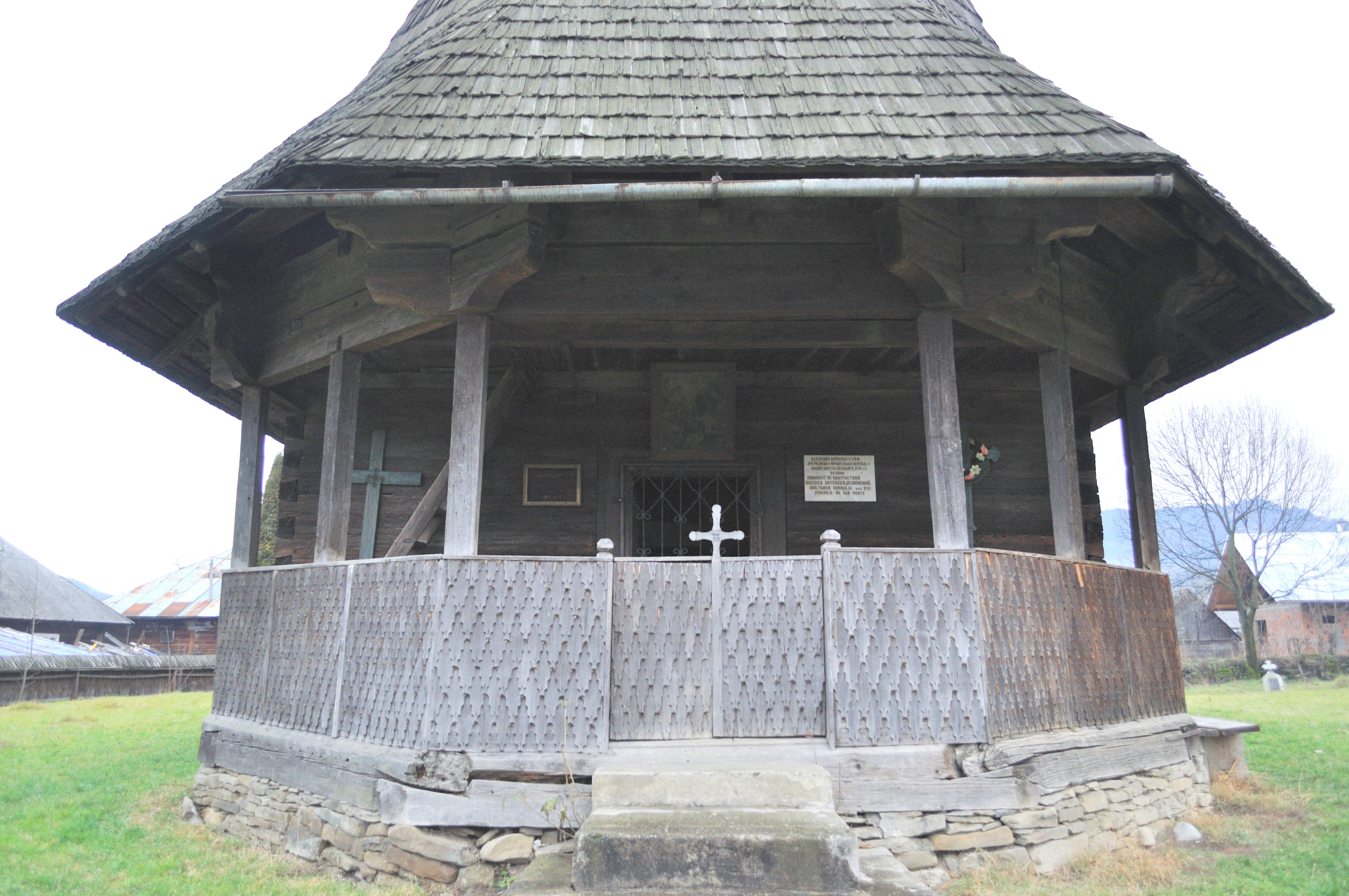
Pridvorul
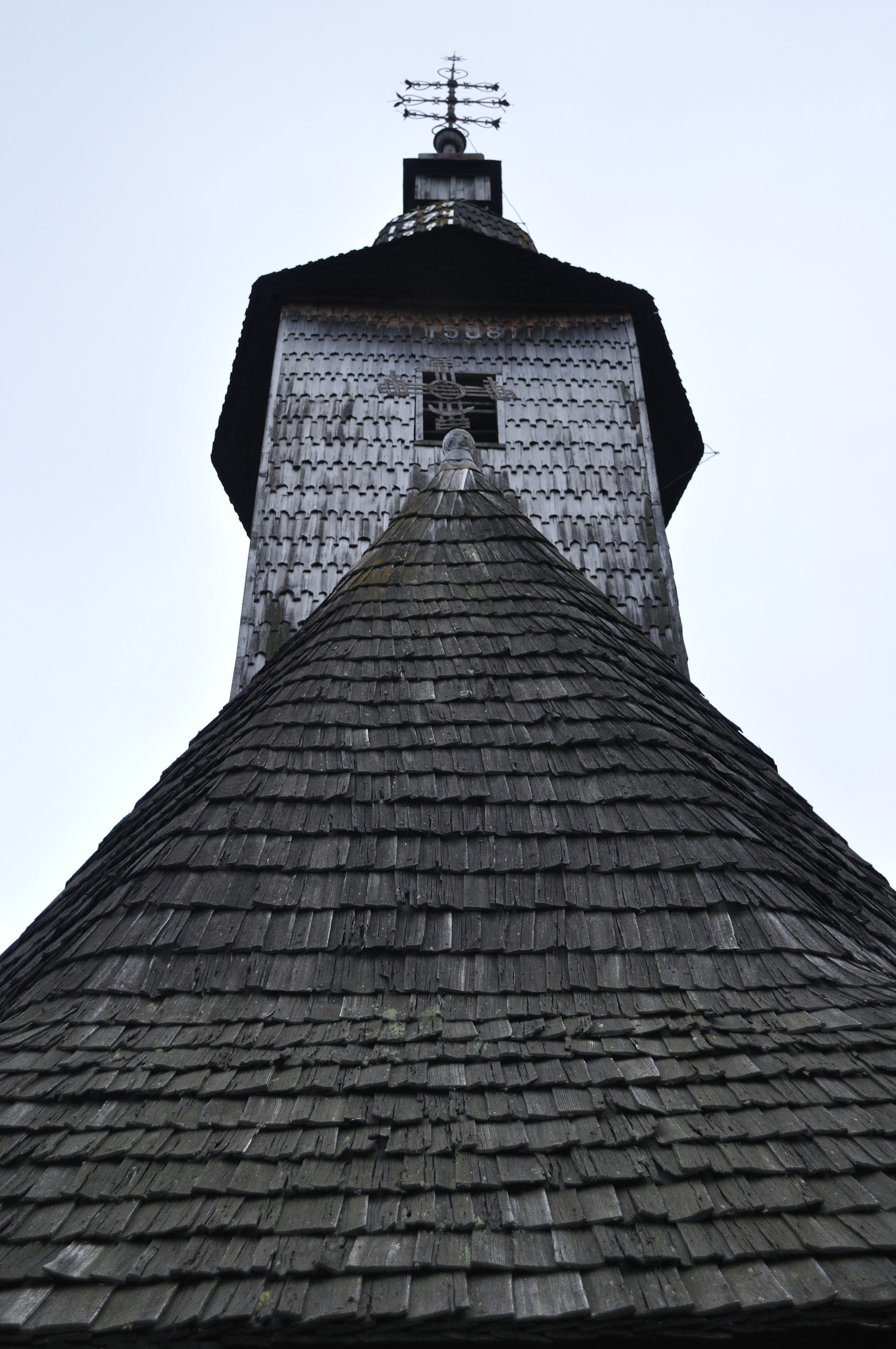
Turnul-clopotniță
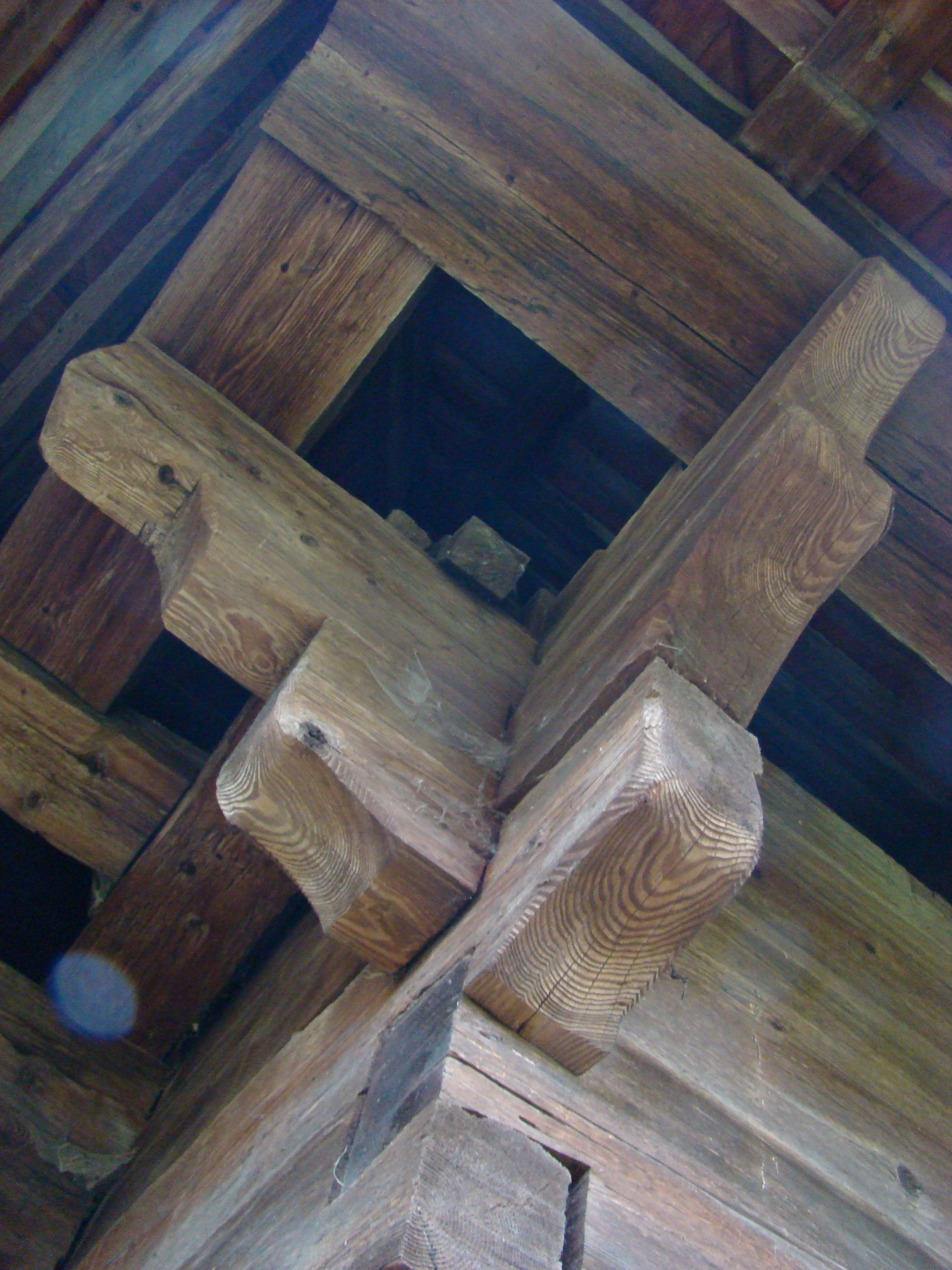
Console
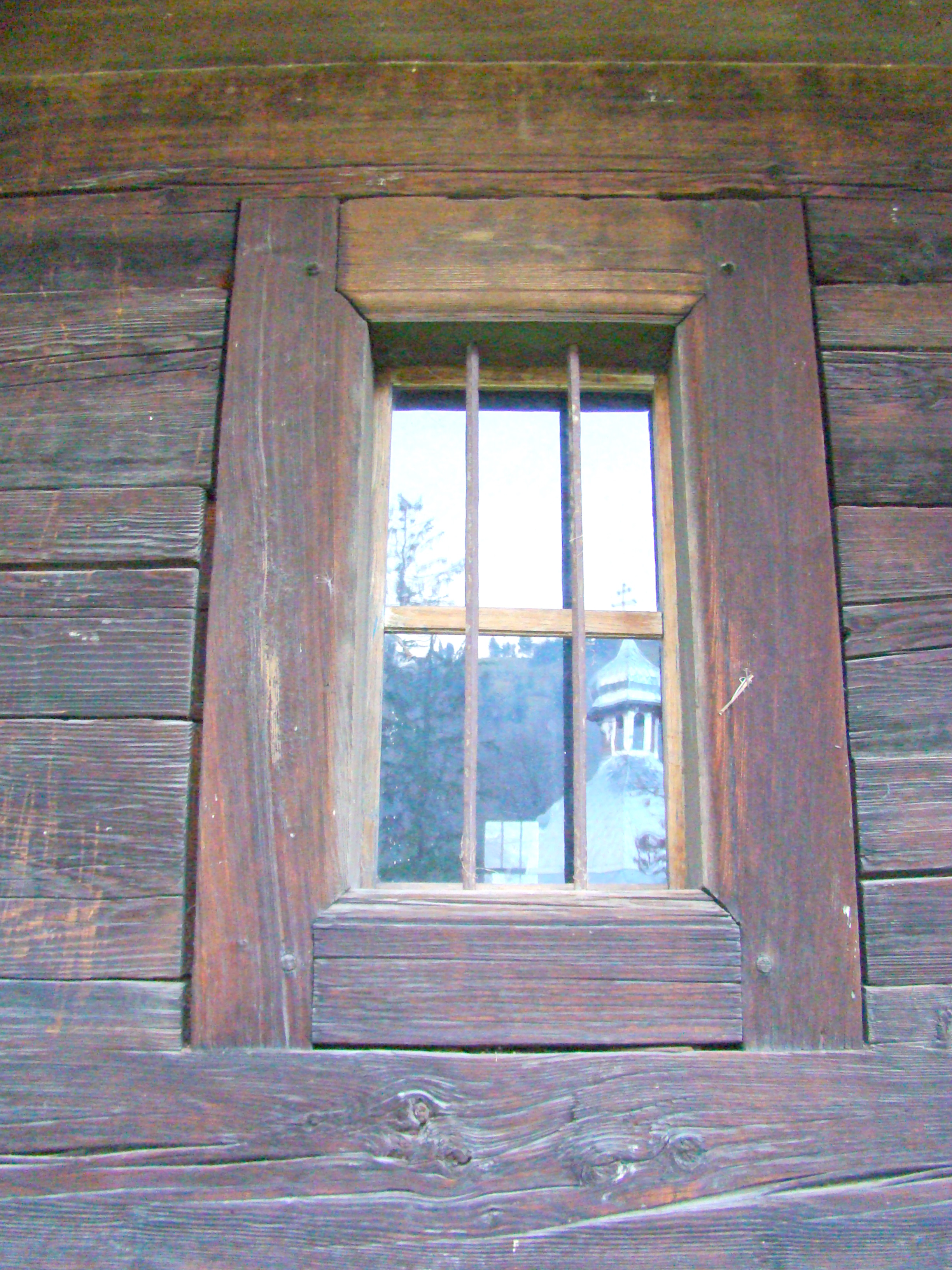
Fereastră
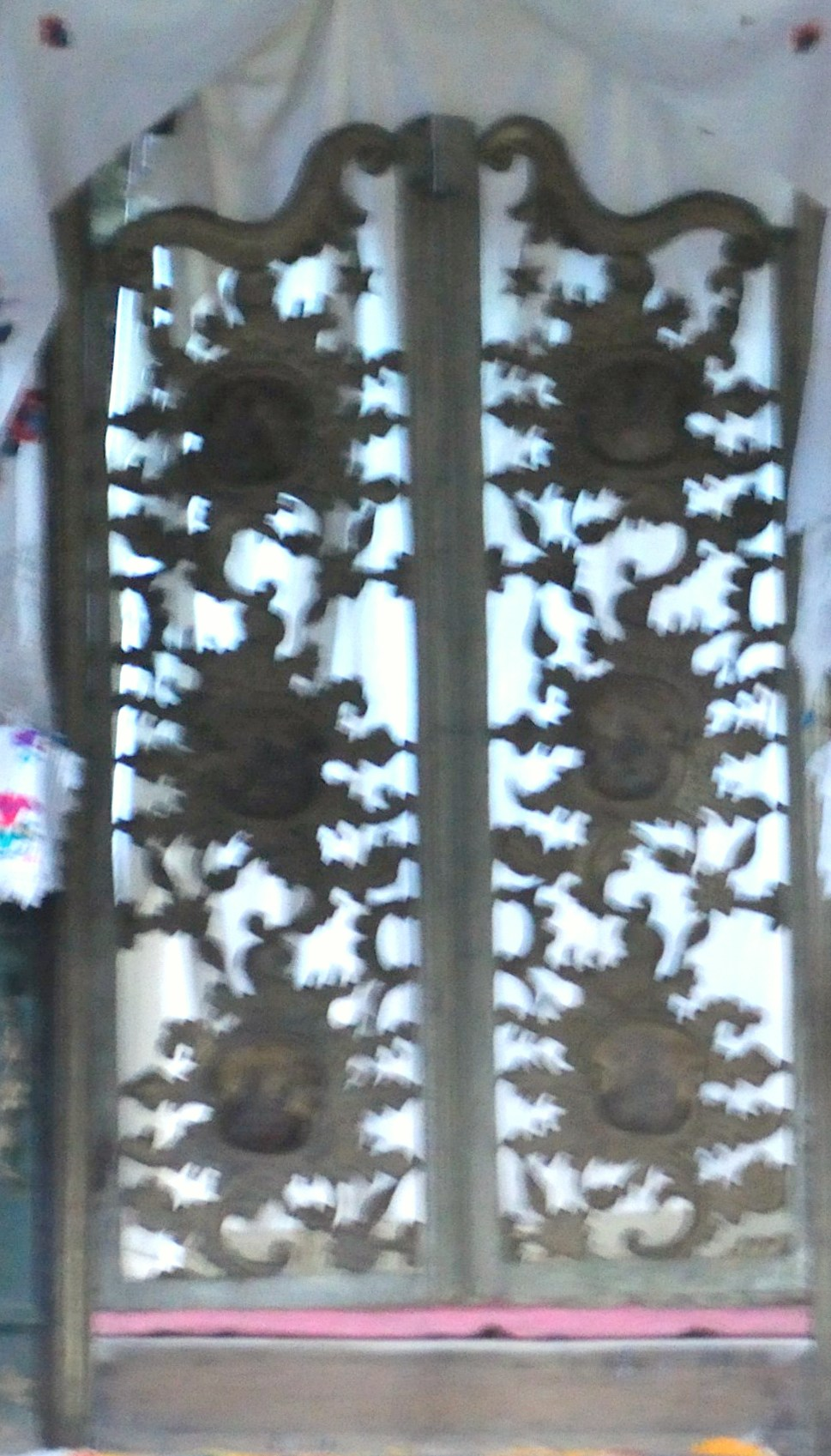
Ușile împărătești
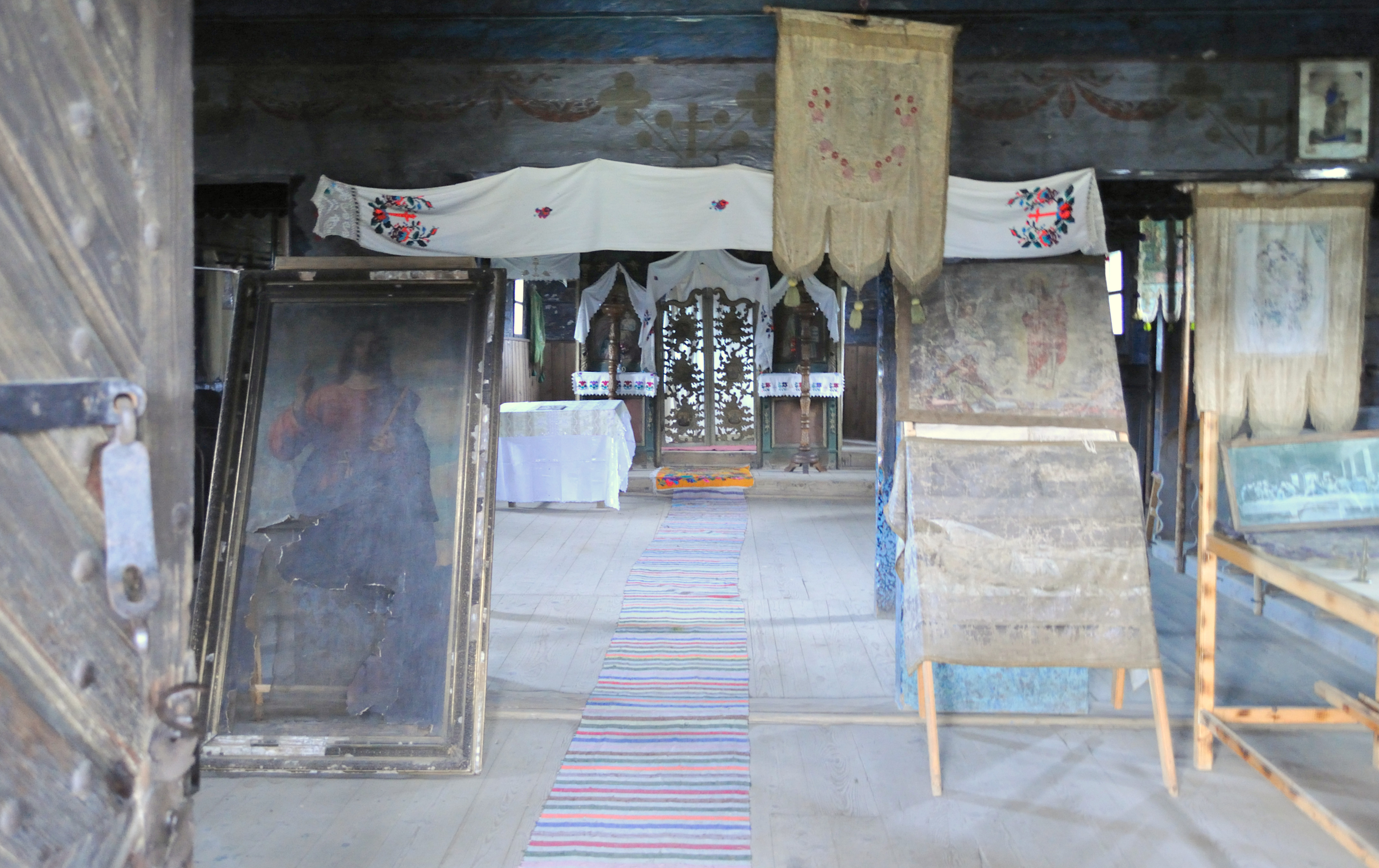
Interiorul navei
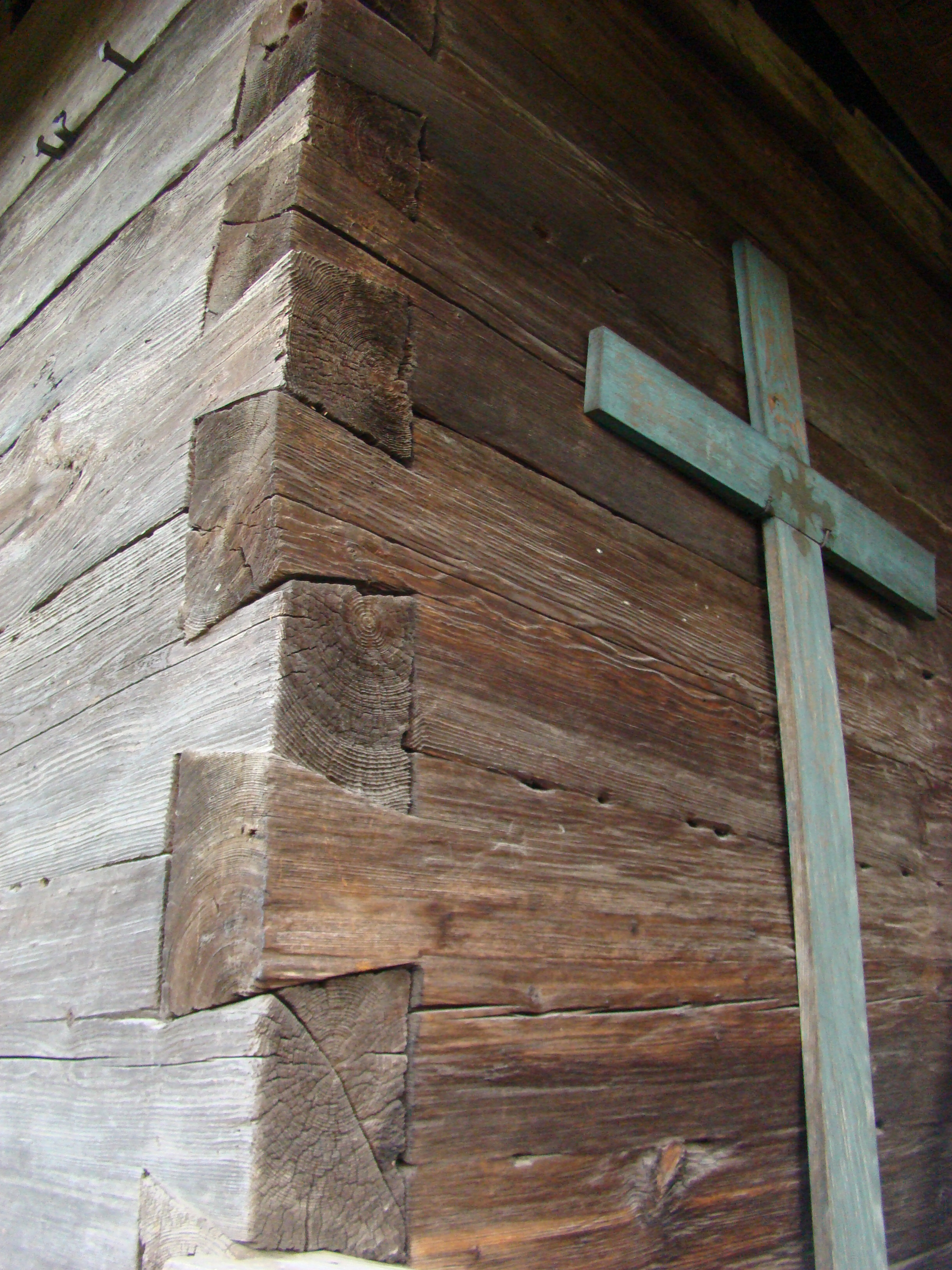
Îmbinări și cruce
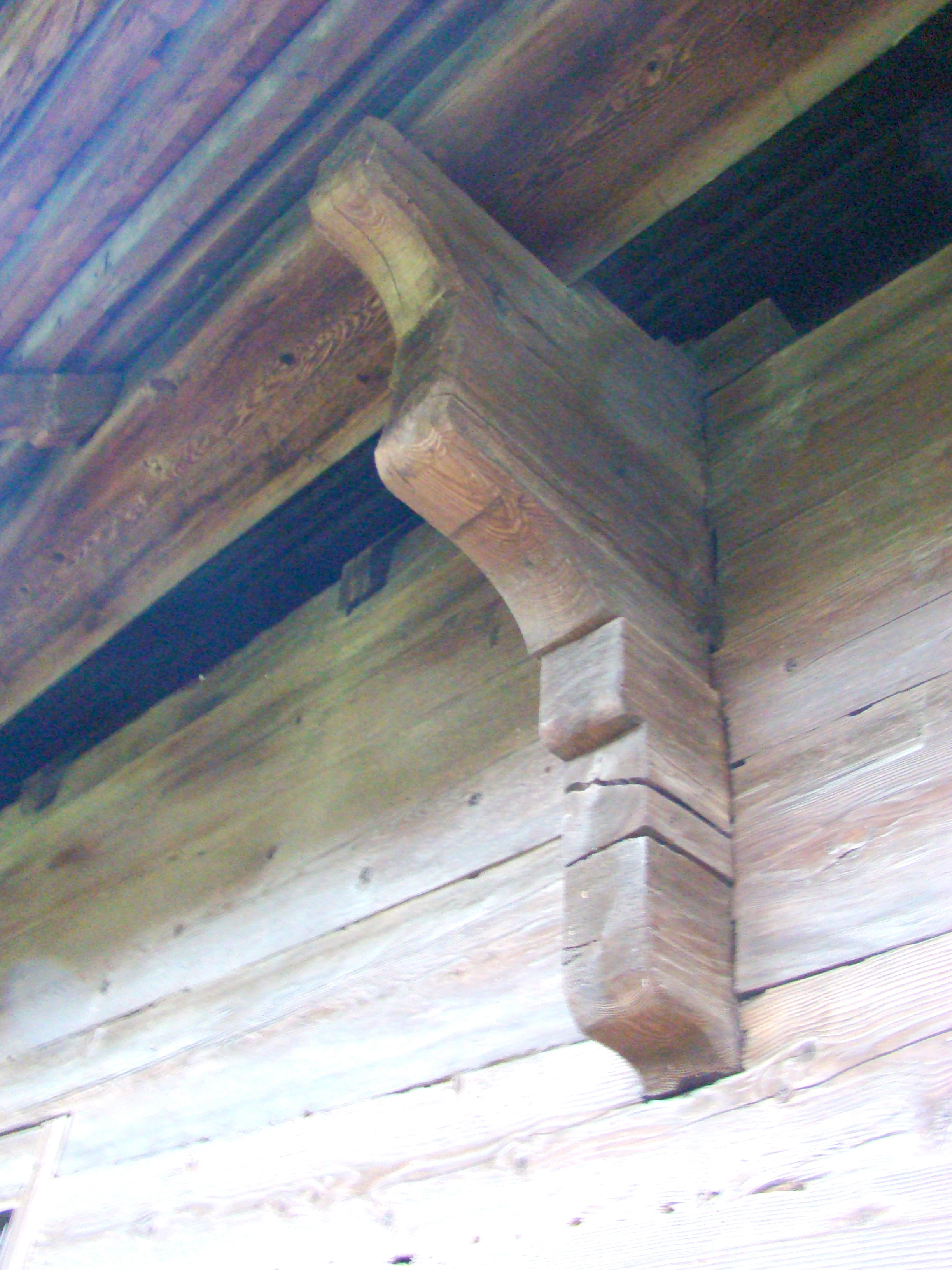
Consolă
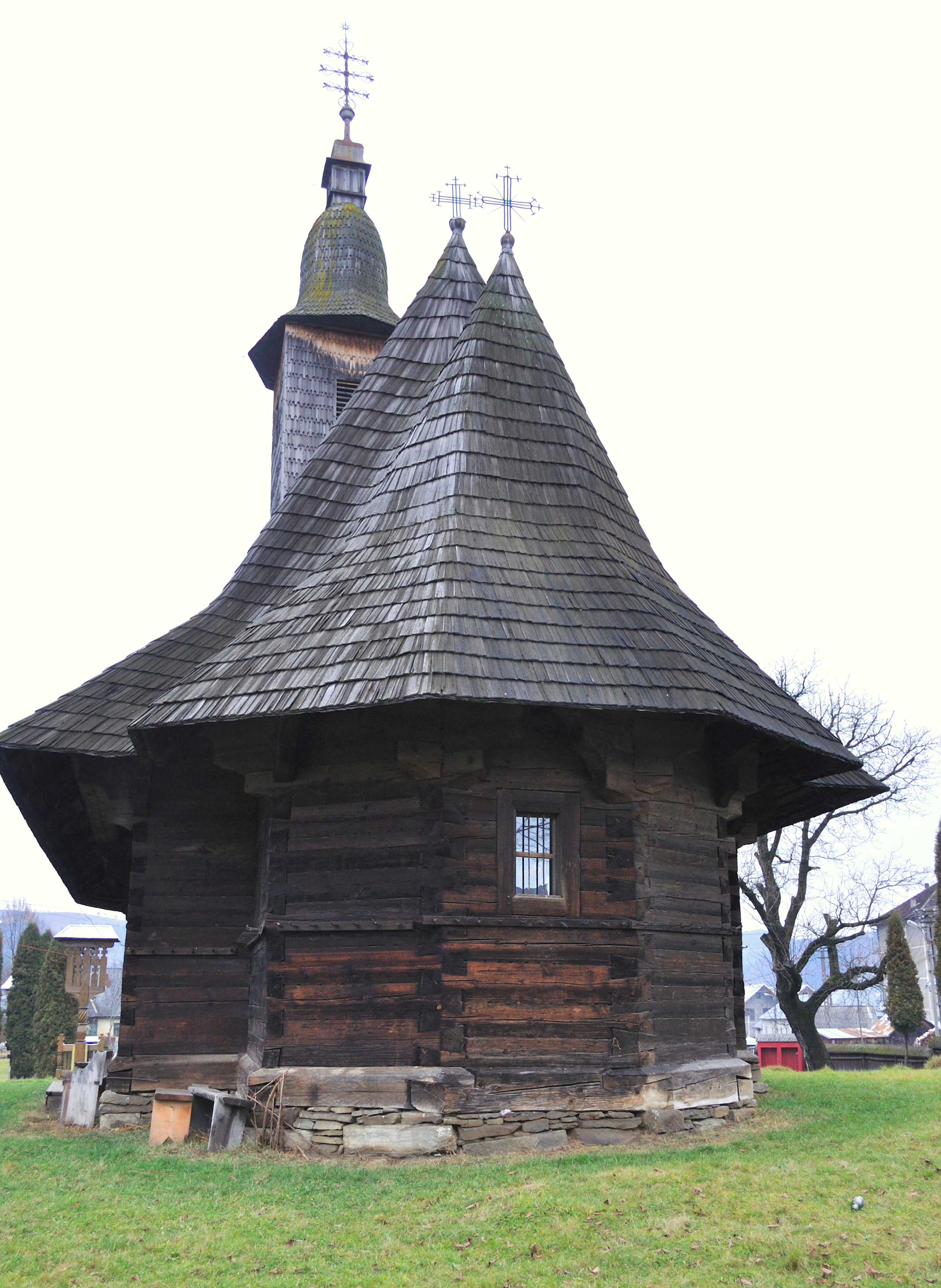
Biserica (est)
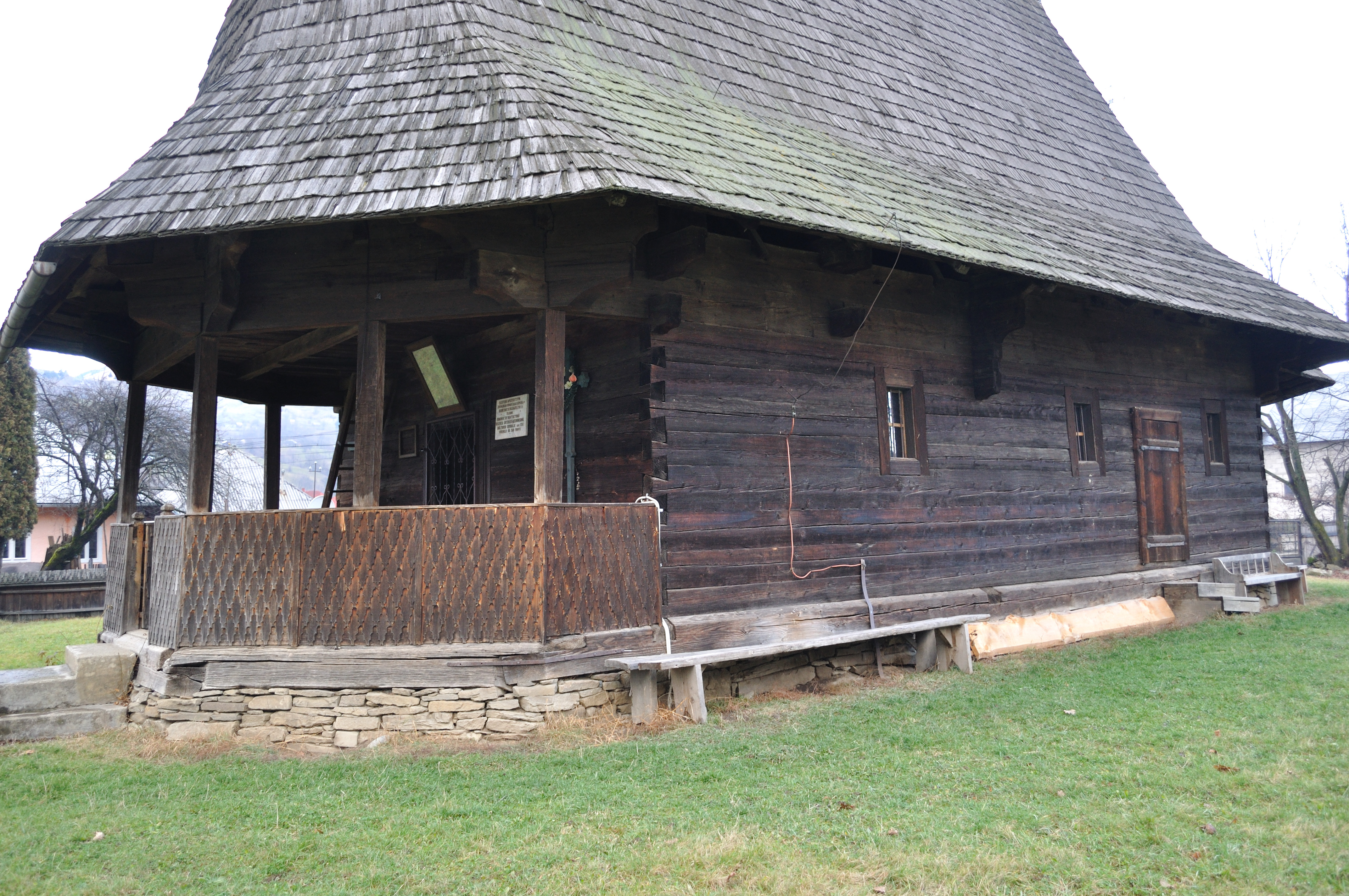
Butea
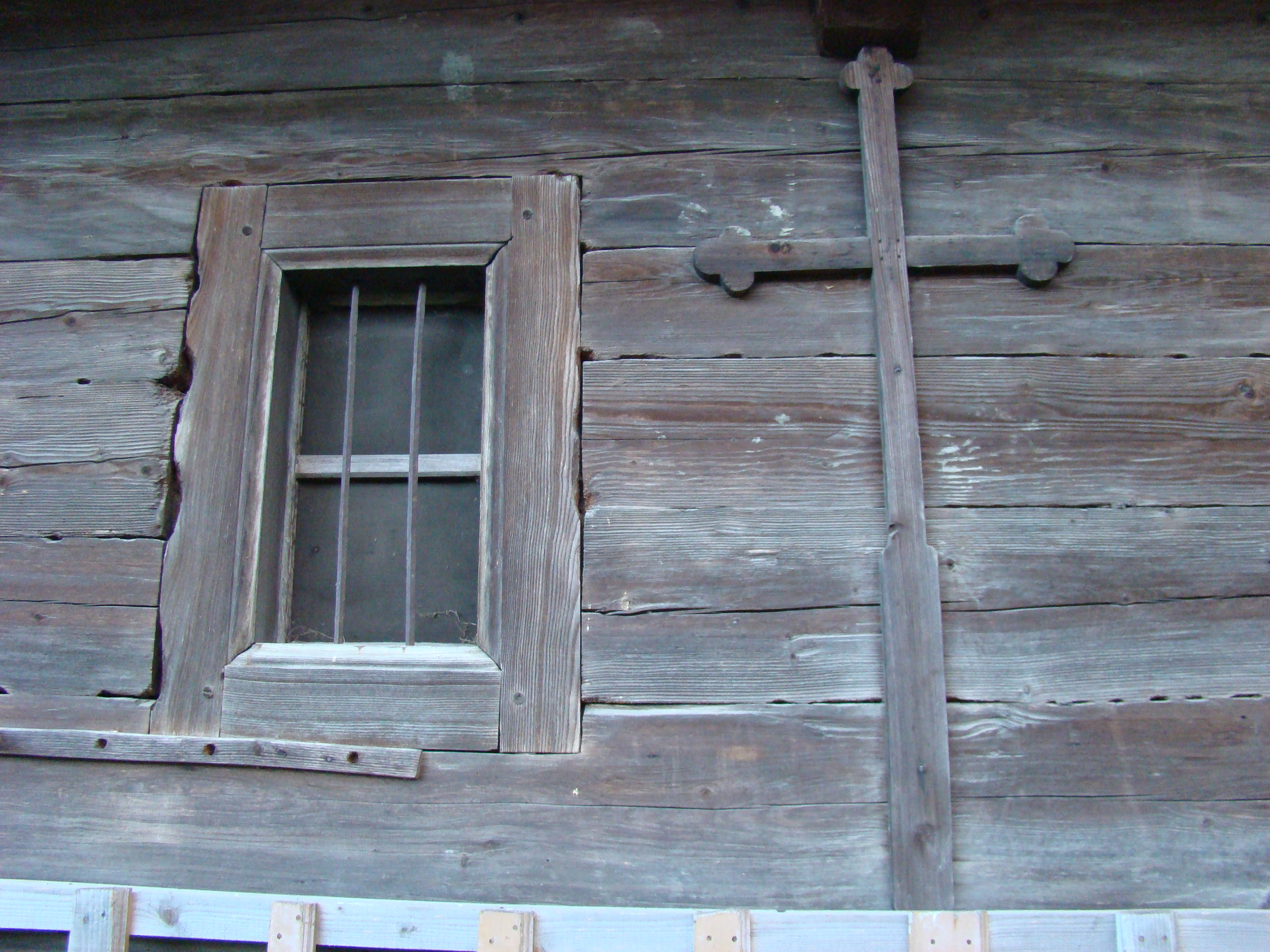
Fereastră și cruce pe peretele nordic al naosului
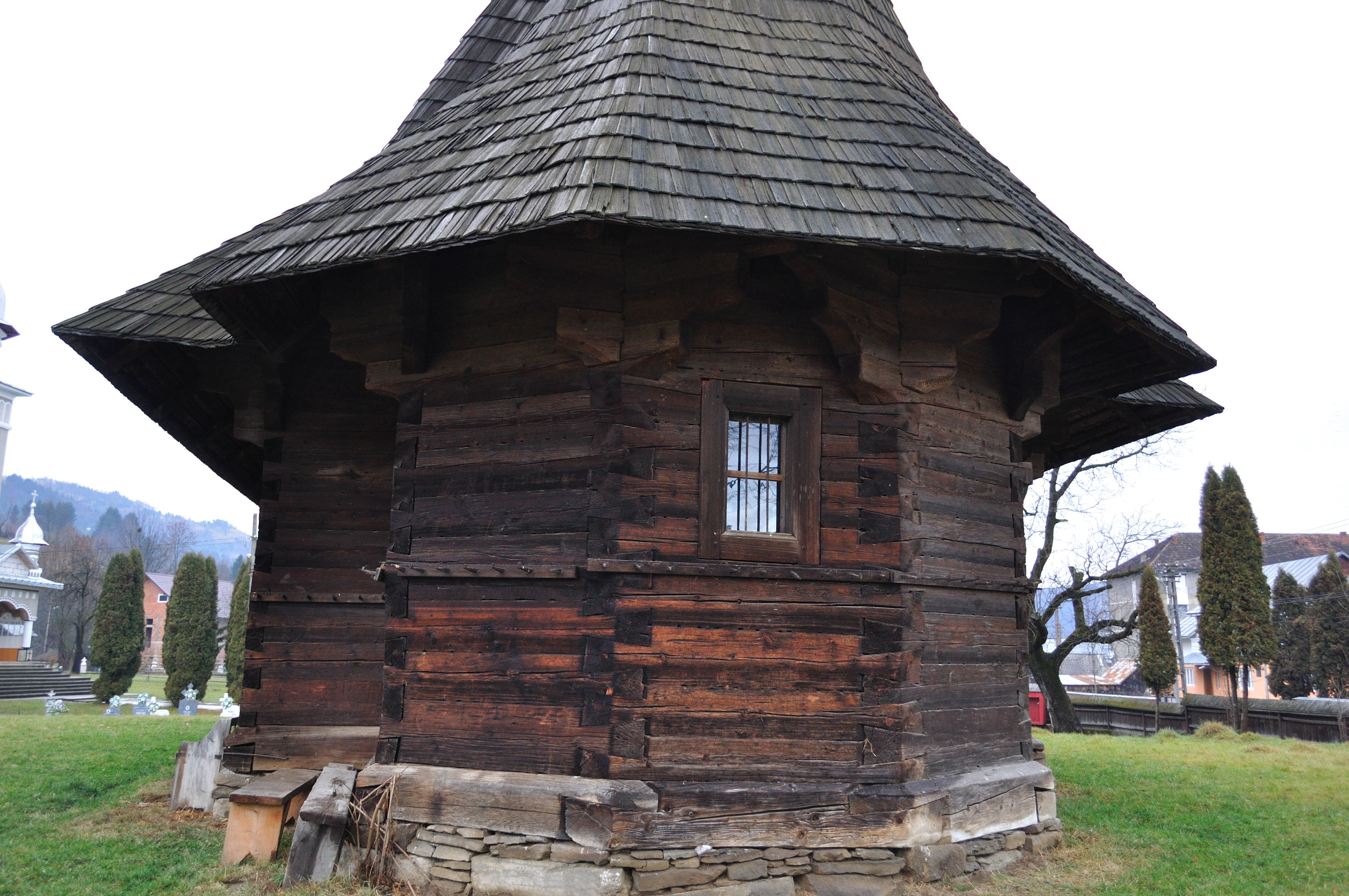
Dosul altarului
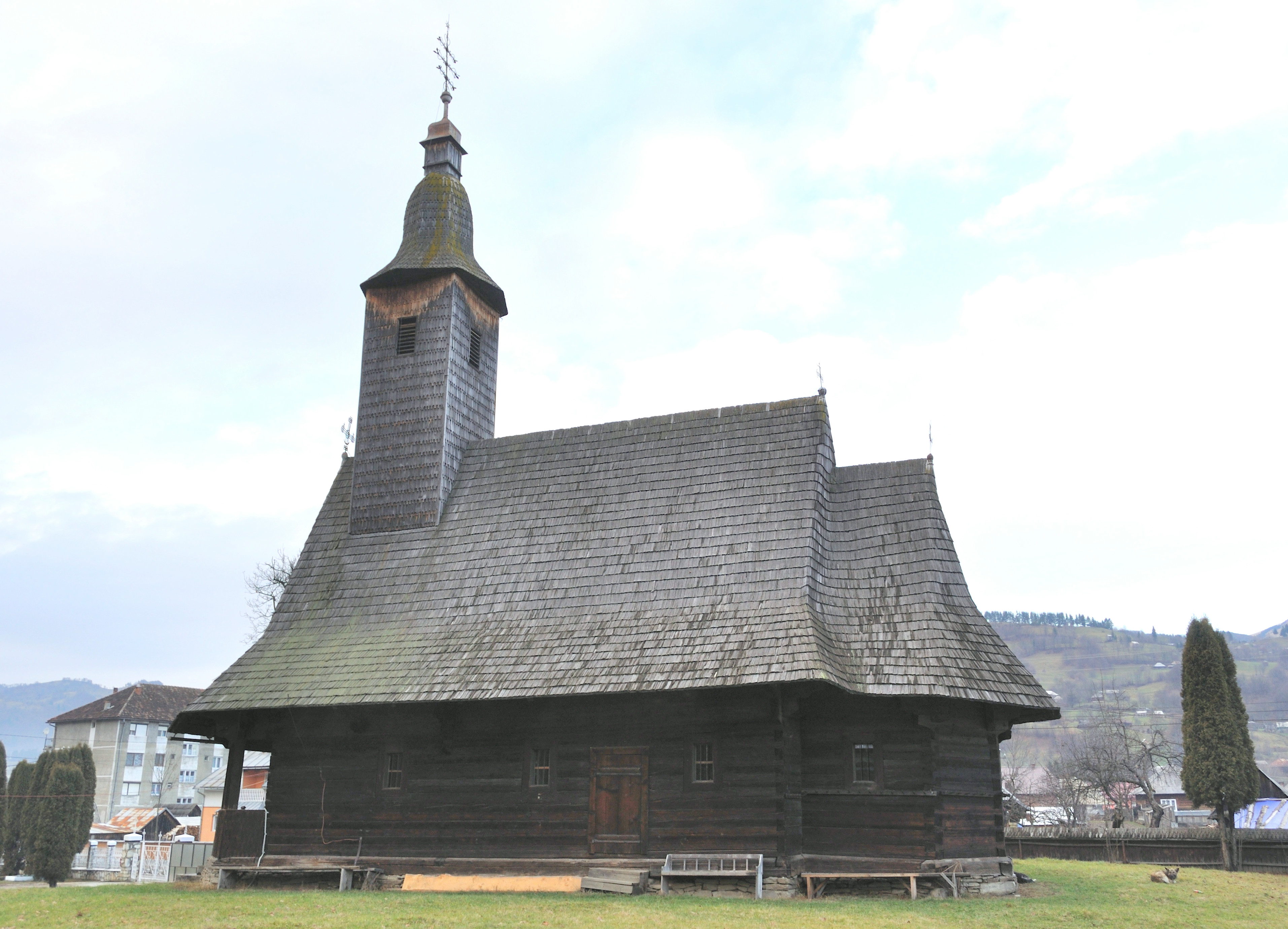
Biserica (sud)
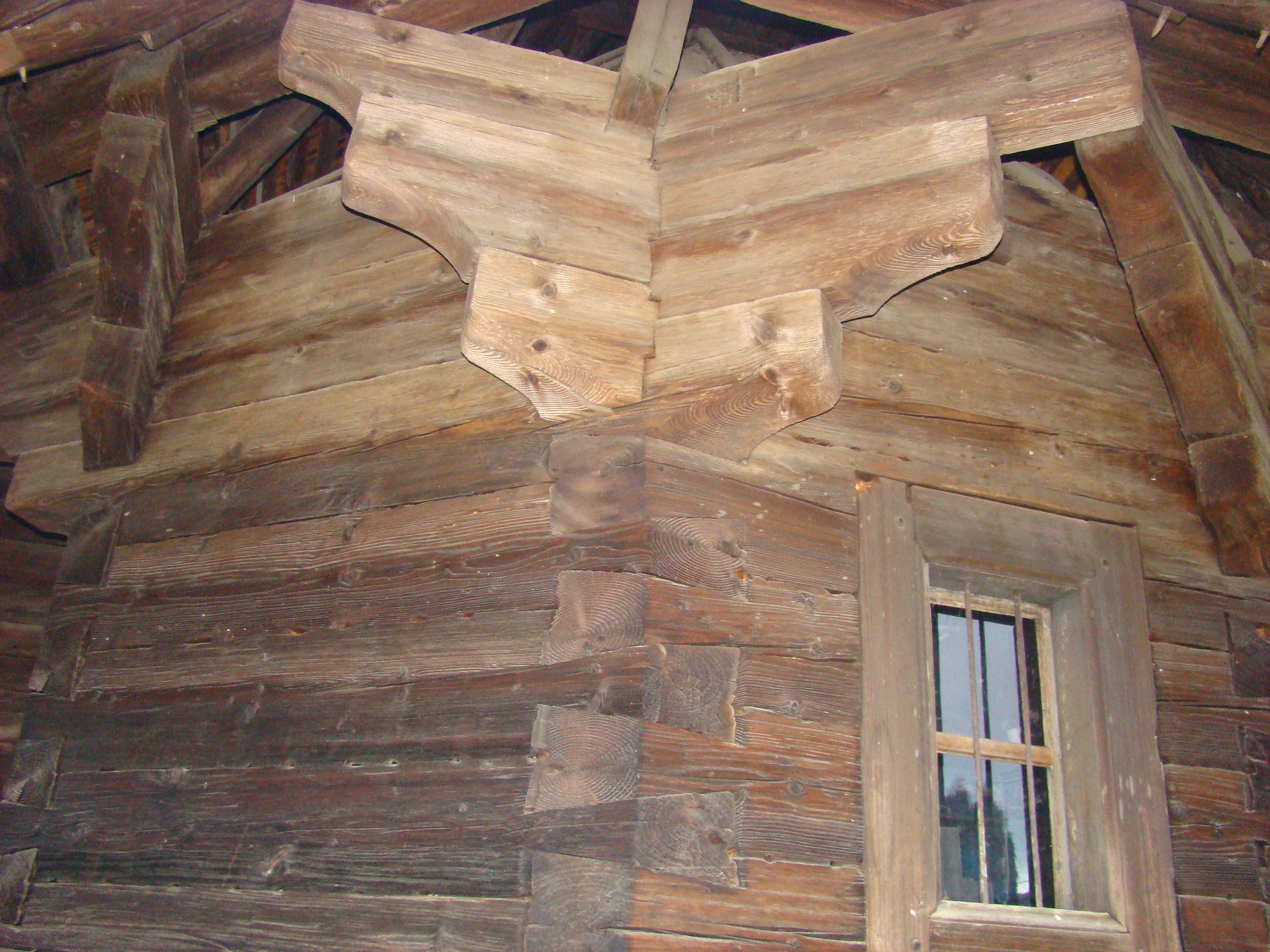
Console
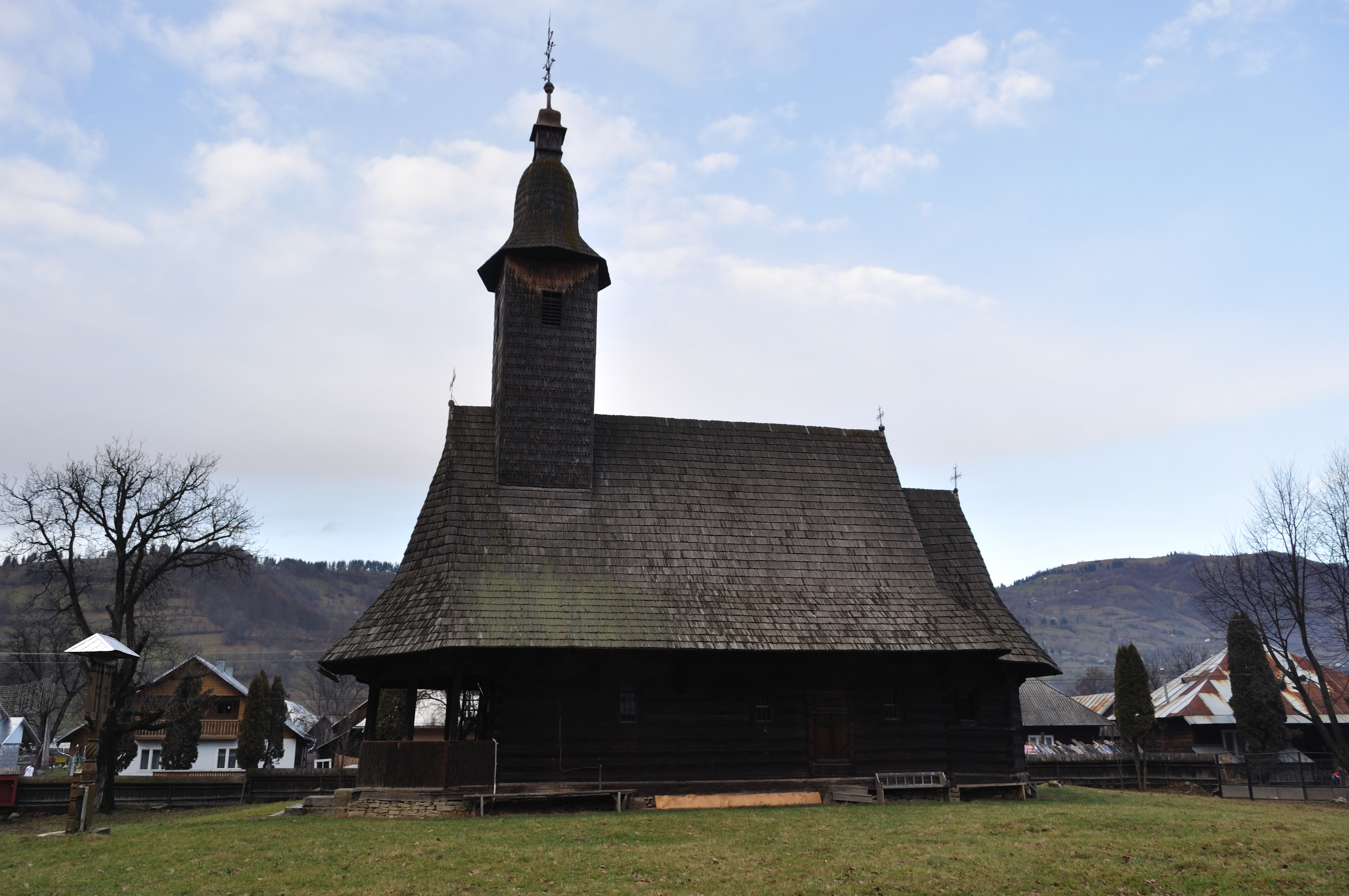
Biserica (sud)
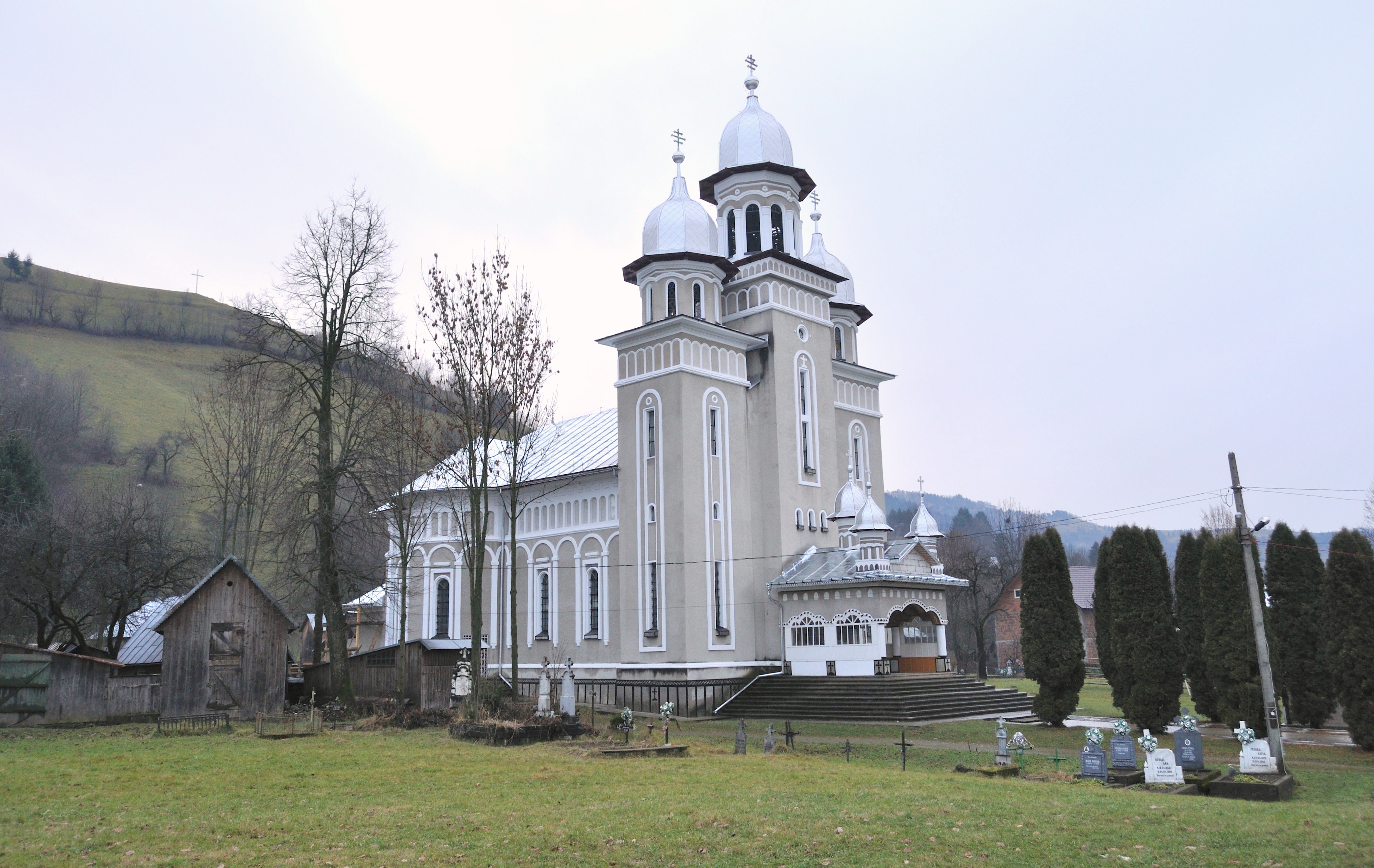
Biserica de zid ucraineană „Pogorârea Duhului Sfânt”
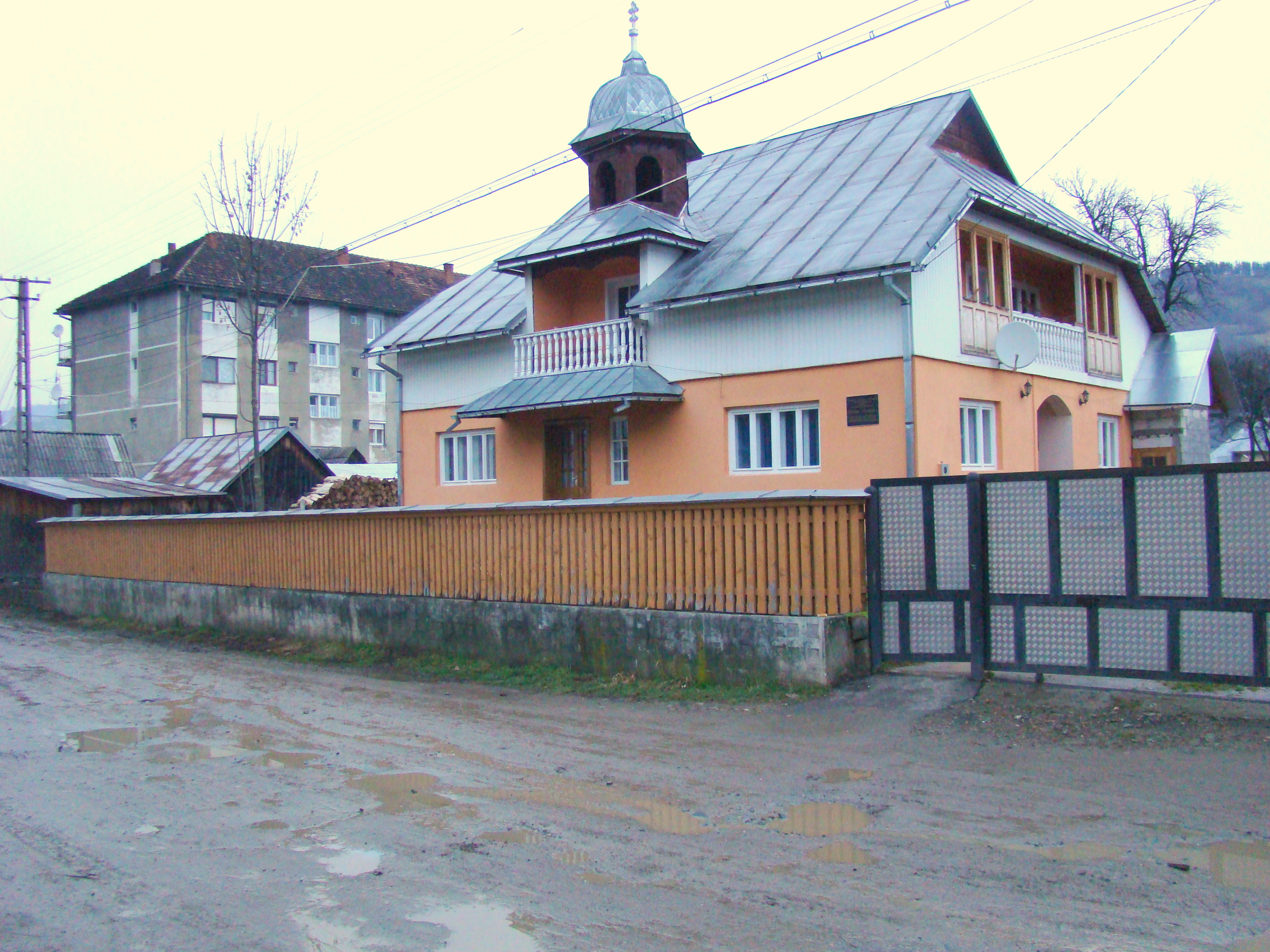
Casa parohială